# Junior-VM i orientering
Juniorverdensmesterskab i orientering (engelsk: Junior World Orienteering Championships, fork. JWOC) er det officielle juniorverdensmesterskab i orientering, som er en årligt tilbagevendende begivenhed for unge under 21 år. Det blev første gang afholdt i den svenske by Älvsbyn i 1990. Deltagende nationale landshold skal være i et forbund, som er medlem af det Internationale Orienterings-Forbund (IOF).
Der konkurreres i fire discipliner, en langdistance, en mellemdistance, en sprintdistance og en stafet. Oprindeligt var der kun to discipliner, klassisk og stafet. Oprindeligt var der kun to discipliner, klassisk og stafet. I 1991 kom der en kort distance med, som dog i 2004 blev erstattet af en mellemdistance. I 2006 kom sprintorientering med på programmet. 

## Format
Programmet for Junior-VM følger VM i orienterings program. Tilbage i 1990 bestod Junior-VM kun af to konkurrencer, stafet og individuelt løb. I 1991 blev programmet udvidet til også at omfatte en kort distance (med en vindertid på omkring 25 min) og klassisk distance, som erstattede den individuelle. Programmet blev sidste gang ændret i 2004, og Junior-VM har nu følgende discipliner:
- Sprint – cirka tre kilometer for begge køn (løbes på 12 – 15 minutter)

- Mellem – cirka 6-7 kilometer for mænd og 4,5-6 kilometer for kvinder(løbes på cirka 30 minutter for begge). For mellemdistancen er der kvalifikation dagen før.

- Lang – cirka 15-18 kilometer for mænd (løbes på 90 – 100 minutter) og 9-12 kilometer for kvinder (løbes på 70-75 minutter).

- Stafet – 3-mands stafet. (tilbagelægges på cirka 3 x 45 minutter).

Der må ifølge IOF retningslinjer pr. 1. juni 2009 deltage 14 deltagere fra hvert nationalt forbund, som skal være ligeligt fordelt på syv kvinder og syv mænd.

## Historie
I 1983 tog en gruppe danske orienteringsløbere initiativ til at arrangere et internationalt ungdoms mesterskab. Det blev afholdt samme år i skovene omkring Ry. Året efter fulgte Østrig op i Hartberg og i 1985 Font-Romeau i Frankrig. Fra og med arrangementet i Pécs, Ungarn 1986, blev det betragtet som det uofficielle europamesterskab. Fra 1990 blev det til det officielle Junior-VM.

### Liste over værtslande
| År   | Sted                           |
| ---- | ------------------------------ |
| 1990 | Älvsbyn, Sverige               |
| 1991 | Berlin, Tyskland               |
| 1992 | Jyväskylä, Finland             |
| 1993 | Kastelruth, Italien            |
| 1994 | Gdynia, Polen                  |
| 1995 | Horsens, Danmark               |
| 1996 | Govora, Rumænien               |
| 1997 | Leopoldsburg, Belgien          |
| 1998 | Reims, Frankrig                |
| 1999 | Varna, Bulgarien               |
| 2000 | Nové Město na Moravě, Tjekkiet |
| 2001 | Miskolc, Ungarn                |
| 2002 | Alicante, Spanien              |
| 2003 | Põlva, Estland                 |
| 2004 | Gdansk, Polen                  |
| 2005 | Tenero, Schweiz                |
| 2006 | Druskininkai, Litauen          |
| 2007 | Dubbo, Australien              |
| 2008 | Göteborg, Sverige              |
| 2009 | Primiero, Italien              |
| 2010 | Aalborg, Danmark               |
| 2011 | Wejherowo, Polen               |
| 2012 | Košice, Slovakiet              |
| 2013 | Hradec Králové, Tjekkiet       |
| 2014 | Borovets, Bulgarien            |
| 2015 | Rauland, Norge                 |
| 2016 | Engadin, Schweiz               |
| 2017 | Tampere, Finland               |
| 2018 | Kecskemét, Ungarn              |
| 2019 | Silkeborg, Danmark             |
| 2020 | Aflyst pga. COVID-19-pandemien |
| 2021 | Kocaeli, Tyrkiet               |
| 2022 | Aguiar da Beira, Portugal      |
| 2023 | Baia Mare, Rumænien            |
| 2024 | Plzeň, Tjekkiet                |
| 2025 | Trentino, Italien              |
| 2026 | Karlskrona, Sverige            |
| 2027 | Polanica-Zdrój, Polen          |

## Galleri
|                             |
| Jørgen Rostrup (1997, 1998) |

|                                          |
| Tatiana Pereliaeva (1998, 1999, 2000 x2) |

|                           |
| Minna Kauppi (2001, 2002) |

|                                  |
| Matthias Merz (2002, 2003, 2004) |

|                          |
| Helena Jansson (2004 x2) |

|                        |
| Mari Fasting (2005 x2) |

|                                  |
| Olav Lundanes (2005 x2, 2007 x2) |

|                        |
| Jan Beneš (2006, 2007) |

|                                         |
| Betty Ann Bjerkreim Nilsen (2005, 2006) |

|                         |
| Siri Ulvestad (2007 x2) |

|                                       |
| Jenny Lönnkvist (2007, 2008 x2, 2009) |

|                            |
| Štěpán Kodeda (2008, 2009) |